# Armand Pfister
Armand Pfister, född 15 december 2002, är en fransk roddare.

## Karriär
Vid U23-VM 2023 i Plovdiv tog Pfister brons i fyra utan styrman tillsammans med Florian Ludwig, Alistair Gicqueau och Nikola Kolarevic. Vid EM 2025 i Plovdiv tog han brons i fyra utan styrman tillsammans med Nikola Kolarevic, Valentin Onfroy och Téo Rayet.